# Перисто-слоистые облака

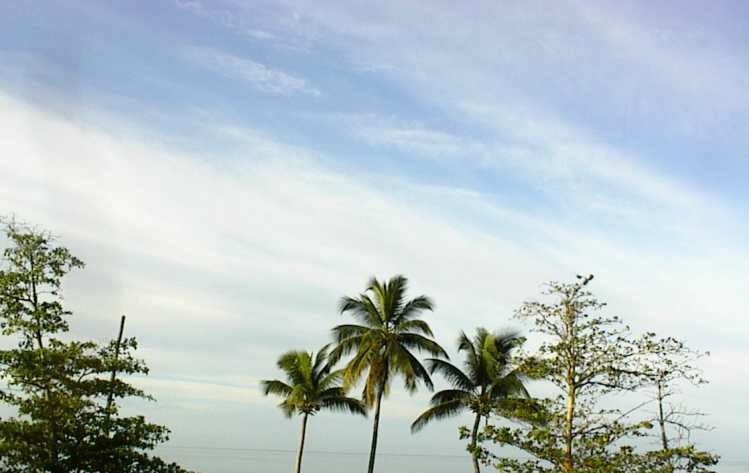
Cirrostratus

Перисто-слоистые облака (лат. Cirrostratus) — разновидность облаков, представляющая собой тонкий, белесоватый покров, иногда почти незаметный и только придающий небу беловатый оттенок, иногда же ясно обнаруживающий нитевидное строение. Эти облака обыкновенно служат причиной образования ярких дуг вокруг Солнца (паргелий) и Луны (парселена). Образуются эти облака на высоте от 5 до 13 км.